# Place (Reddit)
Place è un progetto collaborativo e un esperimento sociale ospitato sul sito di social networking Reddit che è iniziato come pesce d'aprile nel 2017 ed è stato ripreso dopo 5 anni in occasione del primo d'aprile 2022. L'esperimento prevede che vi sia una tela virtuale situata in un subreddit di nome r/place, sulla quale gli utenti registrati possono modificare cambiando il colore di un singolo pixel per volta, scegliendo da una tavolozza di 16 colori disponibili. Dopo che ogni pixel è stato posizionato, un timer impedisce all'utente di posizionare qualsiasi altro pixel per un periodo di tempo variabile da 5 a 20 minuti.
L'esperimento del 2017 è stato terminato dagli amministratori di Reddit circa 72 ore dopo la sua creazione, il 3 aprile 2017. Oltre 1 milione di utenti ha modificato la tela, posizionando un totale di circa 16 milioni di riquadri e, al termine dell'esperimento, oltre 90.000 utenti la stavano visualizzando o modificando attivamente. L'esperimento è stato elogiato per l'efficacia nel rappresentare la cultura delle comunità online di Reddit oltre che la cultura d'Internet nel suo insieme.
Il 28 marzo 2022, Reddit ha annunciato un ritorno di Place, a partire dal 1 aprile 2022 per la durata di quattro giorni. L'esperimento è terminato il 5 aprile alle ore 16:20 (fuso orario di San Francisco).

## L'esperimento
L'esperimento si svolgeva in un subreddit chiamato r/place, dove gli utenti registrati potevano posizionare un pixel colorato (o "riquadro") su una tela vuota di un milione (1000x1000). Dopo ogni posizionamento era possibile un'ulteriore modifica a distanza d'intervalli di tempo variabili. Nel 2017 come nel 2022 il tempo di attesa variava da 5 a 20 minuti, e l'utente poteva scegliere il colore del proprio pixel da una tavolozza di sedici colori.

### 2017
Le prime ore dell'esperimento sono state caratterizzate da posizionamento casuale dei pixel e tentativi caotici di creazione d'immagini. Tra le prime sezioni distinte della tela a emergere vi sono state un angolo di pixel interamente blu ("Blue Corner" - "L'angolo Blu") e un omaggio ai Pokémon. Con lo sviluppo della tela, alcune comunità di reddit consolidate, come quelle per videogiochi, squadre sportive e singoli paesi, hanno coordinato gli sforzi degli utenti per rivendicare e decorare sezioni particolari.
Altre sezioni della tela sono nate per mano delle comunità e degli sforzi di coordinamento creati appositamente per l'evento. Diverse opere di pixel art sono nate dalla collaborazione di vari gruppi organizzati, con soggetti e disegni che variavano da personaggi di fantasia e meme d'Internet a bandiere patriottiche, bandiere LGBT e ricostruzioni di opere d'arte famose come la Gioconda  e La notte stellata. Diversi "culti" presero anche piede distinguendosi per il loro modo di creare e tentare di mantenere vari tratti emblematici come un vuoto nero, un reticolo verde, il suddetto angolo blu e una "strada arcobaleno" multicolore. Al termine dell'esperimento, il 3 aprile 2017, oltre 90.000 utenti stavano visualizzando e modificando la tela, e oltre un milione di utenti aveva posizionato un totale di circa 16 milioni di riquadri.

### 2022

I colori disponibili durante l'esperimento 2022.

Il 28 marzo 2022 è stato annunciato un ritorno di Place. È iniziato il 1 aprile 2022 e si è concluso dopo circa quattro giorni. A differenza del 2017, i singoli subreddit hanno immediatamente iniziato a coordinare la pixel art; in gran parte a causa di ciò, e dell'aumento del numero di utenti su Reddit tra i due esperimenti, Place è stato completamente riempito ben prima della fine della prima giornata. Sono stati ricreati simboli nazionali come la bandiera italiana, monumenti, l'angolo blu, il reticolo verde, la strada arcobaleno e altre caratteristiche "di culto" dell'esperimento del 2017.

## Ricezione

### 2017
Place è stato elogiato per la sua rappresentazione colorata della comunità online di Reddit. L'AV Club lo ha definito "un modo benevolo e colorato per i Redditor di fare ciò che sanno fare meglio: discutere tra loro delle cose che amano". Gizmodo lo ha etichettato come un "testamento della capacità di collaborazione d'Internet". Un certo numero di commentatori ha descritto l'esperimento come una rappresentazione più ampia della cultura d'Internet. Alcuni hanno anche commentato l'apparente relazione tra la composizione della tela finale e le singole comunità all'interno di Reddit, che esistono indipendentemente ma cooperano come parte di una comunità più ampia. Newsweek lo ha definito "il miglior esperimento d'Internet mai realizzato", ⁣ e uno scrittore di Ars Technica ha suggerito che lo spirito cooperativo di Place rappresentasse un modello per combattere l'estremismo nelle comunità d'Internet. L'esperimento ha ricevuto alcune critiche per la mancanza di protezione dall'utilizzo dei bot e per il posizionamento automatizzato dei pixel.